# Rubén Marcelo Gómez
Rubén Marcelo Gómez García (Adrogué, 26 gennaio 1984) è un ex calciatore argentino, di ruolo centrocampista.